# 4754 Panthoos
4754 Panthoos (5010 T-3) là một Trojan của Sao Mộc được phát hiện ngày 16 tháng 10 năm 1977 bởi Cornelis Johannes van Houten, Ingrid van Houten-Groeneveld và Tom Gehrels ở Đài thiên văn Palomar.